# Yochon-dong
Yochon-dong (koreanska: 요촌동) är en stadsdel i staden Gimje i provinsen Norra Jeolla i den sydvästra delen av Sydkorea,  190 km söder om huvudstaden Seoul. Gimjes stadshus ligger i Yochon-dong.